# Lake Sammamish State Park
Der Lake Sammamish State Park ist ein Park am Südende des Lake Sammamish im King County im US-Bundesstaat Washington. Der Park wird vom Washington State Park System verwaltet. Der Park bedeckt eine Fläche von 512 Acres (207 ha) und erstreckt sich auf 6.858 ft (2.090 m) Ufer. Er ist für seine Aktivitäten wie Boot- und Wasserskifahren sowie andere Wassersportarten beliebt. Es gibt etwa 250 Stellplätze für Fahrzeuge mit Bootsanhängern. Der Issaquah Creek mündet im Park in den Lake Sammamish.
Der Park steht im Zentrum einer kontroversen Debatte über die ökologischen Vorteile von Biber-Populationen.

## Zugang
Der State Park ist über die Ausfahrt 15 der Interstate 90 und das Nordende der Washington State Route 900 erreichbar. Vor Ort nutzt man den East Lake Sammamish Parkway SE und die NW Sammamish Road, die beide separate Abschnitte der früheren Washington State Route 901 sind. Mit öffentlichen Verkehrsmitteln erreicht man den Park mit den Metro-Transit-Linien 200, 216, 217 und 927.

## Einrichtungen

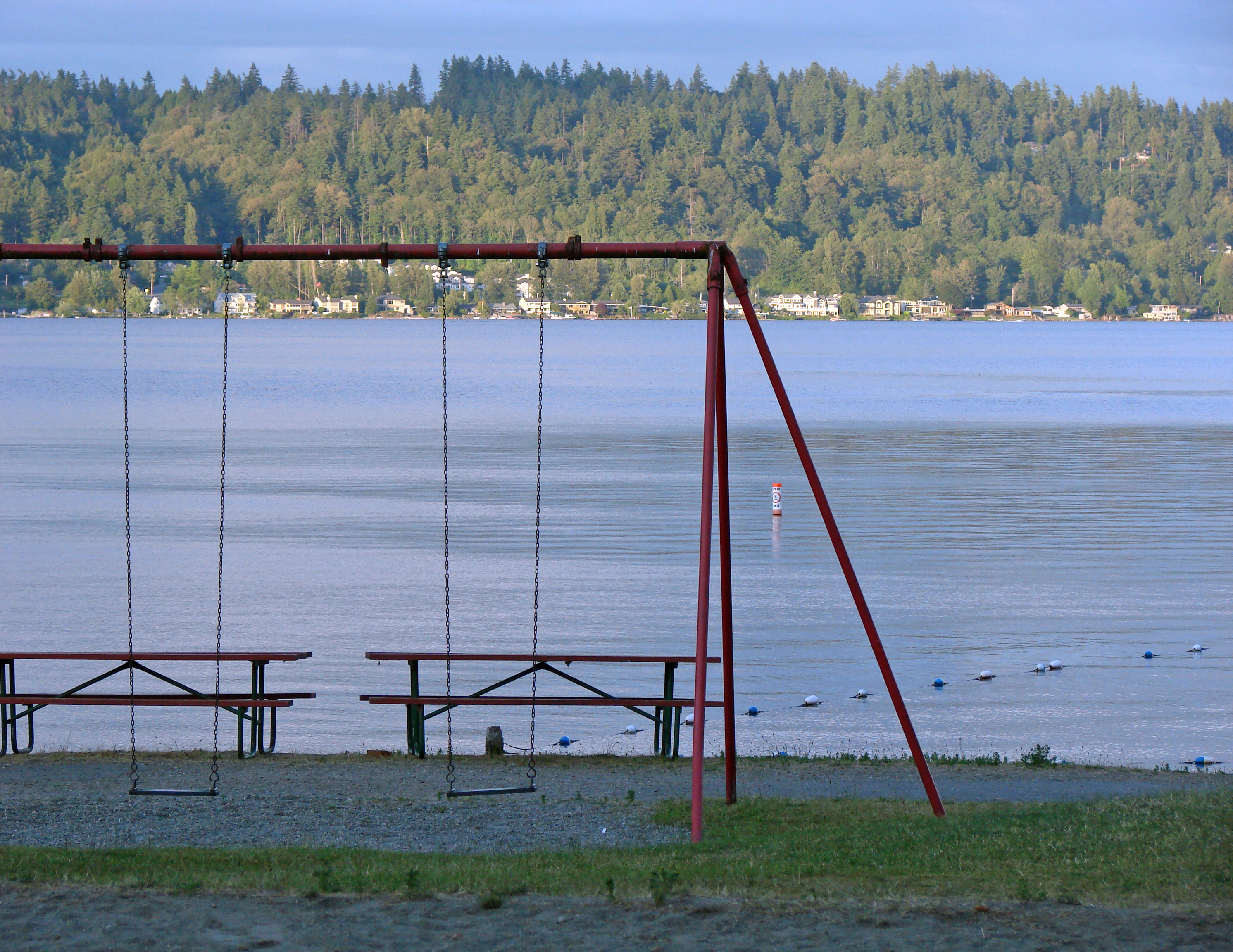
Schaukel am Lake Sammamish

Der Lake Sammamish State Park bietet zahlreiche Einrichtungen für Tagestouristen, die ihnen den Aufenthalt erholsam gestalten. Diese Einrichtungen sind in drei Arealen gruppiert. Das Areal westlich des Issaquah Creek enthält Picknick-Plätze und Schutzhütten, zwei Badestrände (Tibbetts Beach und Sunset Beach), Toiletten, eine Sammelstelle für Abwässer aus Wohnmobilen und Sportplätze. Es gibt viele Parkplätze. Zu den Sportplätzen gehören zwei für Softball, sieben Großfeld- und vier Kleinfeld-Fußballplätze. Neben jeder Gruppe von Fußballfeldern sind weitere Parkplätze eingerichtet. Ein Eingang an der NW Sammamish Road bietet Zugang zu diesem Areal.
Das Areal östlich des Issaquah Creek und westlich des East Lake Sammamish Parkway enthält eine Slipanlage, Wanderwege und naturnahe Biotope. An der Slipanlage erhalten Freizeitkapitäne mit ihren Booten Zugang zum See; Parkplätze für Fahrzeuge und Anhänger sowie Toiletten sind vorhanden. Auf dem Areal östlich des East Lake Sammamish Parkway befindet sich das Hans Jensen Youth Camp. Eingänge am East Lake Sammamish Parkway SE bieten Zugang zu diesen Arealen.

## Öffentliche Sicherheit
Der Park ist generell ein sicherer Ort für Besucher. Park Ranger, die hoheitliche Rechte ausüben, und Polizisten patrouillieren im Park und setzen gesetzliche Normen und Parkregeln durch. Die Eastside Fire and Rescue, eine Feuerwache der Vororte von Seattle, sorgt für Brandschutz und medizinische Notfallversorgung.
In dem beliebten Park am Seeufer haben sich auch einige Tragödien abgespielt. Einige Badende sind schon im kalten Wasser – etwa 50 °F (10 °C) … 55 °F (13 °C) im Winter und 70 °F (21 °C) … 75 °F (24 °C) im Sommer – ertrunken. Bootsunfälle zogen Personen und Sachschäden nach sich.
Am 17. Juli 2010 gab es um 9 Uhr abends einen Schusswechsel. Zu dieser Zeit war der Park voller Besucher, die einen sonnigen Sommertag genießen wollten. Die Polizei reagierte darauf und riegelte den Park ab. Feuerwehrleute und Rettungsassistenten trafen zur Versorgung der Verwundeten ein. Zwei Personen starben vor Ort, vier weitere wurden in örtliche Krankenhäuser gebracht.

### Verbindung zu Ted Bundy
Der Park erlangte zeitweise traurige Berühmtheit, als der Serienmörder Ted Bundy am 14. Juli 1974 Janice Ott und Denise Naslund am helllichten Tag innerhalb von vier Stunden im Park entführte. Ihre sterblichen Überreste wurden Monate später am Straßenrand 2 mi (3 km) entfernt nahe Issaquah, der nächstgelegenen Ortschaft, gefunden.

## Geschichte
Das Gebiet des heutigen Parks und der Kleinstadt Issaquah hat eine lange Geschichte menschlicher Nutzung, die in die frühesten Tage der Besiedlung durch indigene Stämme zurückreicht. Die Nachkommen der Snoqualmie, Sammamish und Duwamish fischten, jagten und sammelten hier Pflanzen wie die Essbare Prärielilie (Camassia quamash) in den Pärien und Primärwäldern im Issaquah Creek Valley. Der Primärwald erstreckte sich bis zu den Südufern des Lake Sammamish.
Beginnend in den 1860er Jahren kamen fremde Jäger, Bergleute und Siedler über die Hügel aus einem Gebiet, das heute die Stadt Bellevue einnimmt, sowie das Sammamish River Valley aufwärts, um das fruchtbare Offenland des heutigen Kenmore, Bothell und Redmond zu besiedeln. Archäologische Untersuchungen haben Bäume auf dem Grund des Lake Sammamish nachgewiesen, die über 1100 Jahre alt sind und auf seismische Aktivitäten und Erdrutsche hinweisen. Ähnliche Rutschungen geschahen im Lake Washington zu etwa derselben Zeit. Der Zustand des Sees und des umgebenden Waldes blieb höchstwahrscheinlich von der Zeit der Erdrutsche bis ins späte 19. Jahrhundert unverändert, als europäische und US-amerikanische Entdecker erstmals das Tal aufsuchten.
Weil der Lake Washington in den 1860er Jahren einen um 11 ft (3,4 m) höheren Wasserspiegel als heute aufwies und der Spiegel des Lake Sammamish 2 ft (0,6 m) … 4 ft (1,2 m) tiefer als heute lag, war es möglich, langsam mit einem Dampfboot dem gewundenen Verlauf des Sammamish River vom Lake Washington bis zum Lake Sammamish zu folgen. Das Nordost-Ende des Lake Washington erstreckt sich bis zum Gebiet von Bothell und Woodinville. Frühe Versuche, die Strecke zwischen Issaquah und dem Lake Washington kommerziell zu nutzen, vorrangig für den Kohletransport von den Gruben in Issaquah, scheiterten allerdings an der geringen Geschwindigkeit, der Enge und den Windungen.
Das heutige Gebiet des Parks und Issaquahs erfuhr im letzten Abschnitt des 19. Jahrhunderts eine rasche Entwicklung. Der Primärwald mit seinen riesigen „Zedern“ (eigentlich: Riesen-Lebensbäumen, Thuja plicata, englisch red cedar) und Tannen wurde abgeholzt und in die Sägewerke am Nordende des Sees geflößt. Bald darauf wurden die freien Flächen von Hopfen- und Milchvieh-Farmen besiedelt, die das Gelände weiter einebneten und die großen Baumstümpfe ausbrannten. Weiter oben am Issaquah Creek und am Tibbets Creek wanderten Bergleute ein, und bald war das Gebiet von Issaquah für seine Kohlengruben bekannt. Die Stadt entwickelte sich weiter und trieb die wirtschaftlichen Aktivitäten (Forstwirtschaft, Jagd, Landwirtschaft, Bergbau) voran. Straßen und Eisenbahnlinien sowie Rodungen für Wohnungen, Betriebe und Farmen veränderten den Charakter der Landschaft dramatisch.
Es wurde nur wenig aufgeforstet, so dass der nachwachsende Sekundärwald eine Mischung aus Laubbäumen und wenigen heimischen Nadelbäumen darstellt. Wenn große Bäume geschlagen wurden, so wurden sie schnell durch kurzlebige Pappeln und Oregon-Ahorn ersetzt.
Die menschlichen Eingriffe haben die Rückkehr charakteristischer, langlebiger Nadelbaumarten und ihres Unterwuchses aus Bäumen, Sträuchern und Kräutern mit den heimischen Douglasien, Amerikanischen Erdbeerbäumen, Westamerikanischen Hemlocktannen, Sitka-Fichten, Hartriegeln, Purgier-Faulbäumen, Rot-Erlen und Weinblatt-Ahorn verhindert. Die trockeneren prärieartigen Gebiete boten einen Lebensraum für Oregon-Eichen und Prärielilien und wurden über hunderte – wenn nicht tausende – von Jahren durch periodische Brände der örtlich Ansässigen unterhalten. Zusammen mit den Prärielilien aus den trockeneren Gebieten ernteten die ortsansässigen Stämme Pracht-Himbeeren, Schneebeeren, Johannisbeeren, Huckleberrys, Nutka-Himbeeren, Geschwänzte Haselwurz (englisch wild ginger), Holunder, Oregon-Pflaumen, Felsenbirnen, Nootka-Rosen und andere Pflanzen als Nahrung und Heilpflanzen. Der Unterwuchs war voll mit Westamerikanischem Schwertfarn, Frauenhaarfarnen, Rippenfarnen, Scheinbeeren, Mahonien, Wald-Schaumspieren und anderen Pflanzen – von denen die meisten nicht mehr im Park anzutreffen sind.
Der Oberflächenabfluss der ehemals bewaldeten Gebiete übertraf bald die durch die wasserspeichernden Nadelwälder mit ihren dicken wie ein Schwamm wirkenden Böden über das Jahr nur langsam abgegebenen Wassermengen und führte zu Abflussspitzen. Der erhöhte Abfluss verursachte zusammen mit der Beseitigung der Vegetation durch Urbanisierung, Landwirtschaft, Bergbau und Straßenbau einen massiven Anstieg der Sedimentation im See. Der Aufschluss des großen Sand- und Kiestagebaus in Issaquah trug während der 1980er Jahre zur Sedimentfracht bei, bis die Versuche, die Einträge von Sedimenten und Abwässern zu begrenzen schließlich Erfolg hatten. Die fortgesetzte Sedimentation führte im 20. Jahrhundert zu einer Verschlammung der Ufer. Sedimentation und urbane Entwicklung führten zu einem Anstieg des Seespiegels um etwa 2 ft (0,6 m) … 4 ft (1,2 m) über dem Niveau der 1860er Jahre. Der Anstau des Oberlaufs des Sammamish River trägt zu steigenden Wasserständen bei wie auch die Sedimentfracht und die Vegetation heute den Sammamish River am Marymoor Park verstopfen. Der Bachgrund des Issaquah Creek ist gleichfalls 2 ft (0,6 m) … 4 ft (1,2 m) höher als einst, was ebenfalls auf eine höhere Sedimentation zurückzuführen ist. Diese Faktoren haben dazu beigetragen, dass heute Feuchtgebiete entstanden sind, wo einst relativ trockener Primär-Nadelwald stand.
All dies trägt zu den allgemein feuchten, sumpfigen Bedingungen bei, die den Park im größten Teil des Jahres plagen. Renaturierungs-Bemühungen waren bisher ineffektiv, da die Finanzierung fehlt.